# ملیسا آنتونز
ملیسا آنتونز (انگلیسی: Melissa Antunes؛ زادهٔ ۸ ژانویهٔ ۱۹۹۰) بازیکن فوتبال اهل پرتغال است.
وی همچنین در تیم‌های ملی فوتبال Portugal women's national futsal team و زنان پرتغال بازی کرده‌است.